# Kim Woo-seok
Kim Woo-seok (hangul: 김우석, hanja: 金宇碩, RR: Gim U-seok; Daejeon, 27 de octubre de 1996), mejor conocido artísticamente como Wooshin (hangul= 우신), es un cantante y actor surcoreano. Es miembro del grupo UP10TION y antiguo miembro del grupo proyecto X1.

## Biografía
El 28 de febrero de 2016 se inscribió en el Instituto de Medios y Artes de Dong-ah (Dong-ah Institute of Media and Arts), con especialización en actuación y K-pop. Más tarde se trasladó al Global Cyber University donde se matriculó en el Departamento de Entretenimiento y Medios.

## Carrera
Es miembro de la agencia TOP Media (티오피미디어).

### Música
Desde el 2015 es miembro del grupo UP10TION, junto a Jinhoo, Kuhn, Kogyeol, Lee Jin-hyuk, Bitto, Sunyoul, Gyujin, Hwanhee y Xiao.
El 27 de agosto de 2019 realizó su debut con el grupo X1 junto a Han Seung-woo, Cho Seung-youn, Kim Yo-han, Lee Han-gyul, Cha Jun-ho, Son Dong-pyo, Kang Min-hee, Lee Eun-sang, Song Hyeong-jun y Nam Do-hyon, Aunque inicialmente el grupo estaría junto por cinco años, después de que se revelara que se había dado manipulación de votos durante el programa Produce X 101 para decidir a los ganadores, las agencias individuales de cada uno de los miembros decidieron sacar a sus elementos, por lo que el grupo se disolvió el 6 de enero de 2020. Durante este tiempo las actividades del grupo fueron manejadas por la agencia Swing Entertainment (스윙 엔터테인먼트). El grupo fue formado por CJ E&M a través del reality show de Mnet Produce X 101.

### Televisión
El 3 de mayo de 2019 se unió al concurso de competencia de canto, baile y rap Produce X 101 donde participó hasta el final del programa el 19 de julio del mismo año, quedando en segundo lugar.
En diciembre de 2021 se unió al al elenco recurrente de la serie Bulgasal: Immortal Souls donde interpretó a Nam Do-yoon.

## Filmografía

### Series de televisión
| Año         | Título                   | Personaje   | Notas |
| ----------- | ------------------------ | ----------- | ----- |
| 2021 - 2022 | Bulgasal: Immortal Souls | Nam Do-yoon |       |

### Series web
| Año  | Título        | Personaje    | Notas        |
| ---- | ------------- | ------------ | ------------ |
| 2020 | Twenty-Twenty | Lee Hyun-jin | 20 episodios |

### Programas de variedades
| Año         | Programa                                                         | Notas                                                                               |
| ----------- | ---------------------------------------------------------------- | ----------------------------------------------------------------------------------- |
| 2021        | Whistle Stop                                                     | (ep. #13-14) - invitado                                                             |
| 2021        | ZZIN Kyung Kyu                                                   | (ep. #4) - invitado                                                                 |
| 2021        | Idol Dabang: Season 3                                            | (ep. #3) - invitado                                                                 |
| 2021        | Transonglation                                                   | (ep. #43) - invitado                                                                |
| 2020        | Bingo Live                                                       | (ep. #5) - invitado                                                                 |
| 2020        | Boys' Mind Camp                                                  | miembro                                                                             |
| 2020        | Idol On Quiz                                                     | (ep. #10-11) - invitado - junto a Lee Jin-hyuk                                      |
| 2020        | Dogs Are Incredible                                              | (ep. #30, 51) - invitado                                                            |
| 2020        | Stars' Top Recipe at Fun-Staurant (Convenience Store Restaurant) | (ep. #27–30, 49-52) - invitado                                                      |
| 2019        | We K-POP                                                         | (ep. #11-13) - junto a X1                                                           |
| 2019        | Run.wav                                                          | (ep. #17) junto a X1                                                                |
| 2019        | Prison Life of Fools                                             | (ep. #25) - invitado - junto a Kim Yo-han y Song Hyeong-jun                         |
| 2019        | Amazing Saturday (DoReMi Market)                                 | (ep. #79) - invitado - junto a Son Dong-pyo                                         |
| 2019        | Idol Room                                                        | (ep. #67) - invitados - junto a X1                                                  |
| 2019        | Let's Eat Dinner Together                                        | (ep. #143) - invitados - junto a Kim Yo-han                                         |
| 2019        | Produce X 101                                                    | concursante                                                                         |
| 2019        | Run.wav                                                          | (ep. #13) - junto a UP10TION - invitados                                            |
| 2019        | Tingle Interview                                                 | (ep. #27)                                                                           |
| 2018, 2019  | Fact iN Star                                                     | (ep. #70, 109) - junto a UP10TION - invitados                                       |
| 2018        | LEGENDARY: Making of a K-Pop Star                                | junto a UP10TION - invitados                                                        |
| 2017, 2020  | King of Mask Singer                                              | (ep. #249-250) - concursó como "Flaming Friday" (ep. #95 - 96) - panelista invitado |
| 2016        | Entertainment Team Leader                                        | (ep. #3, 4) - invitado                                                              |
| 2016        | Weekly Idol                                                      | (ep. #233) - junto a UP10TION - invitados                                           |
| 2016        | Fan Heart Attack Idol TV                                         | (ep. #10) - junto a UP10TION - invitados                                            |
| 2015 - 2018 | After School Club                                                | (ep. #179, 193, 225, 272, 346) - junto a UP10TION - invitados                       |
| -           | Pops in Seoul                                                    |                                                                                     |

### Presentador
| Año                                         | Programa | Notas                               |
| ------------------------------------------- | -------- | ----------------------------------- |
| 11 de octubre de 2016 - 25 de abril de 2017 | The Show | co-presentador - junto a Jeon So-mi |

### Reality shows
| Año  | Título               | Notas                          |
| ---- | -------------------- | ------------------------------ |
| 2022 | U10SECONDS           |                                |
| 2020 | Wooseok's Unboxing 2 |                                |
| 2020 | Wooseok's Unboxing   |                                |
| 2019 | ARCHIVE X            | junto a X1                     |
| 2019 | X1 Flash             | junto a X1                     |
| 2019 | X"                   | junto a X1                     |
| 2017 | UP10TION Please!     | 6 episodios - junto a UP10TION |
| 2015 | U10TV                | junto a UP10TION               |
| 2015 | Rising! Up10tion     | junto a UP10TION               |
| -    | U10SECONDS           | junto a UP10TION               |

### Eventos
| Año  | Título                                                      | Notas            |
| ---- | ----------------------------------------------------------- | ---------------- |
| 2020 | 2020 Idol Woof Woof Athletics Championships Chuseok Special |                  |
| 2019 | 2019 Idol Star Athletics Championships                      |                  |
| 2018 | 2018 Idol Star Athletics Championships                      | junto a UP10TION |
| 2017 | 2017 Idol Star Athletics Championships                      | junto a UP10TION |

## Discografía

### Extended plays
| Título             | Detalles | Posición en el gráfico | Ventas |
| Título             | Detalles | KOR                    | Ventas |
| ------------------ | --- | ---------------------- | --- |
| 1st Desire (Greed) | - Lanzado: 25 de mayo de 2020 - Discografía: TOP Media - Formato: CD, digital download Ver listaTrack listing 1. "Intro: Lost" 2. "Red Moon (적월 (赤月)) 3. "Sinphony" 4. "Somebody Like You" 5. "Do U Like" 6. "Beautiful" 7. "The Winter (그 겨울) | 3                      | - KOR: 117,570 Cumulative sales of Greed: - 93,906 / 93,906 - 16,715 / 110,621 - 6,214 / 116,835 - 735 / 117,570 |
| 2nd Desire (Tasty) | - Lanzado: 8 de febrero de 2021 - Discografía: TOP Media - Formato: CD, digital download | 1                      | - KOR: 97,322 Cumulative sales of Tasty: - 94,322 (CD) + 3,000 (Kit)                                             |

### Singles

#### Como artista principal
| "Red Moon" (적월 (赤月))                                                          | 2020 | —  | 1st Desire (Greed) |
| "Sugar"                                                                           | 2021 | 16 | 2nd Desire (Tasty) |
| "—" denota lanzamientos que no se registraron o no fueron lanzados en esa región. |      |    |                    |

### Colaboraciones
| "Sorrow" (애상) (junto a Ravi y Yeri)                                             | 2020 | — | Fever Music 2020 - Cool Summer Project |
| "Memories" (junto a Lee Eun-sang)                                                 | 2020 | — |                                        |
| "—" denota lanzamientos que no se registraron o no fueron lanzados en esa región. |      |   |                                        |

### X1

#### Mini Álbum
| Fecha de lanzamiento | Datos                           | Lista de canciones | Notas                                        |
| -------------------- | ------------------------------- | --- | -------------------------------------------- |
| 27 de agosto de 2019 | Título: Emergency: QUANTUM LEAP | 1. Sand Up (Intro) 2. FLASH 3. 웃을 때 제일 예뻐 (Like Always) 4. 괜찮아요 (I'm Here For You) 5. U GOT IT (X1 ver.) 6. 움직여 (MOVE) 7. _지마 (X1-MA) | - (versión X1) (versión X1, solamente en CD) |

## Premios y nominaciones
| Año  | Categoría   | Premios                     | Trabajo | Resultado |
| ---- | ----------- | --------------------------- | ------- | --------- |
| 2020 | Voice Award | Soribada Best K-Music Award | -       | Ganó      |